# Baskenland-Rundfahrt 2016
Die 56. Baskenland-Rundfahrt 2016 war ein spanisches Etappenrennen im Baskenland und fand vom 4. bis zum 9. April 2016 statt. Es war das neunte von insgesamt 28 Rennen der UCI World Tour.
Der Spanier Alberto Contador konnte zum vierten Mal in seiner Karriere die Vuelta ciclista al País Vasco für sich entscheiden. Nachdem er bei Paris–Nizza und der Katalonien-Rundfahrt jeweils auf den zweiten Platz verwiesen worden war, ist dies Contadors erster Sieg in einer Rundfahrt im Jahr 2016. Er gewann das abschließende Zeitfahren vor den Kolumbianern Nairo Quintana und Sergio Luis Henao und konnte somit die Führung in der Gesamtwertung von Henao übernehmen. Contador übernahm durch seinen Sieg auch die Führung in der UCI WorldTour.

## Mannschaften
Automatisch startberechtigt waren die 18 UCI WorldTeams. Zusätzlich wurden zwei UCI Professional Continental Teams eingeladen.
| WorldTeams (18)- AG2R La Mondiale - Astana - BMC Racing Team - Cannondale - Dimension Data - Etixx-Quick Step - FDJ - Giant-Alpecin - IAM Cycling - Katusha - Lampre-Merida - Lotto NL-Jumbo - Lotto-Soudal - Movistar Team - Orica-GreenEDGE - Sky - Tinkoff - Trek-Segafredo Professional Continental Teams (2)- Caja Rural-Seguros RGA - Cofidis, Solutions Crédits |
| |

## Etappen
| Etappe    | Datum   | Etappenorte                 | type                 | Länge (km) | Etappensieger     | Gesamtführender   |
| --------- | ------- | --------------------------- | -------------------- | ---------- | ----------------- | ----------------- |
| 1. Etappe | 4. Apr. | Etxebarria – Markina-Xemein | Mittelschwere Etappe | 144        | Luis León Sánchez | Luis León Sánchez |
| 2. Etappe | 5. Apr. | Markina-Xemein – Amurrio    | Mittelschwere Etappe | 174,3      | Mikel Landa       | Mikel Landa       |
| 3. Etappe | 6. Apr. | Vitoria-Gasteiz – Lesaka    | Mittelschwere Etappe | 193,5      | Steve Cummings    | Mikel Landa       |
| 4. Etappe | 7. Apr. | Lesaka – Orio               | Mittelschwere Etappe | 165        | Samuel Sánchez    | Wilco Kelderman   |
| 5. Etappe | 8. Apr. | Orio – Arrate               | Hochgebirgsetappe    | 159        | Diego Rosa        | Sergio Henao      |
| 6. Etappe | 9. Apr. | Eibar – Eibar               | Einzelzeitfahren     | 16,5       | Alberto Contador  | Alberto Contador  |

## Gesamtwertung
| \| Gesamtwertung \| Gesamtwertung \| Gesamtwertung \| Gesamtwertung \| Gesamtwertung \| \| Fahrer \| Fahrer \| Land \| Team \| Zeit \| \| ------------- \| --------------------- \| ------------------ \| ---------------------- \| ---------------- \| \| 1. \| Alberto Contador \| Spanien \| Tinkoff \| 22 h 44 min 43 s \| \| 2. \| Sergio Henao \| Kolumbien \| Team Sky \| + 12 s \| \| 3. \| Nairo Quintana \| Kolumbien \| Movistar Team \| + 37 s \| \| 4. \| Thibaut Pinot \| Frankreich \| FDJ \| + 1 min 13 s \| \| 5. \| Joaquim Rodríguez \| Spanien \| Katusha \| + 1 min 22 s \| \| 6. \| Samuel Sánchez \| Spanien \| BMC Racing Team \| + 1 min 29 s \| \| 7. \| Rui Costa \| Portugal \| Lampre-Merida \| + 2 min 19 s \| \| 8. \| Simon Špilak \| Slowenien \| Katusha \| + 2 min 47 s \| \| 9. \| Lawson Craddock \| Vereinigte Staaten \| Cannondale \| + 2 min 52 s \| \| 10. \| Wilco Kelderman \| Niederlande \| LottoNL-Jumbo \| + 3 min 14 s \| \| 11. \| Louis Vervaeke \| Belgien \| Lotto-Soudal \| + 3 min 15 s \| \| 12. \| Mikel Landa \| Spanien \| Team Sky \| + 3 min 19 s \| \| 13. \| Sébastien Reichenbach \| Schweiz \| FDJ \| + 3 min 22 s \| \| 14. \| Pierre Latour \| Frankreich \| AG2R La Mondiale \| + 3 min 30 s \| \| 15. \| Alexis Vuillermoz \| Frankreich \| AG2R La Mondiale \| + 3 min 43 s \| \| 16. \| Giovanni Visconti \| Italien \| Movistar Team \| + 4 min 04 s \| \| 17. \| Pello Bilbao \| Spanien \| Caja Rural-Seguros RGA \| + 4 min 33 s \| \| 18. \| Bauke Mollema \| Niederlande \| Trek-Segafredo \| + 4 min 39 s \| \| 19. \| Serge Pauwels \| Belgien \| Dimension Data \| + 5 min 57 s \| \| 20. \| Miguel Ángel López \| Kolumbien \| Astana \| + 7 min 03 s \| |                       |                    |                        |                  |
| |                       |                    |                        |                  |
| Quellen: ProCyclingStats Cycling Quotient Cycling Archives |                       |                    |                        |                  |
| Gesamtwertung |                       |                    |                        |                  |
| Fahrer | Fahrer                | Land               | Team                   | Zeit             |
| 1. | Alberto Contador      | Spanien            | Tinkoff                | 22 h 44 min 43 s |
| 2. | Sergio Henao          | Kolumbien          | Team Sky               | + 12 s           |
| 3. | Nairo Quintana        | Kolumbien          | Movistar Team          | + 37 s           |
| 4. | Thibaut Pinot         | Frankreich         | FDJ                    | + 1 min 13 s     |
| 5. | Joaquim Rodríguez     | Spanien            | Katusha                | + 1 min 22 s     |
| 6. | Samuel Sánchez        | Spanien            | BMC Racing Team        | + 1 min 29 s     |
| 7. | Rui Costa             | Portugal           | Lampre-Merida          | + 2 min 19 s     |
| 8. | Simon Špilak          | Slowenien          | Katusha                | + 2 min 47 s     |
| 9. | Lawson Craddock       | Vereinigte Staaten | Cannondale             | + 2 min 52 s     |
| 10. | Wilco Kelderman       | Niederlande        | LottoNL-Jumbo          | + 3 min 14 s     |
| 11. | Louis Vervaeke        | Belgien            | Lotto-Soudal           | + 3 min 15 s     |
| 12. | Mikel Landa           | Spanien            | Team Sky               | + 3 min 19 s     |
| 13. | Sébastien Reichenbach | Schweiz            | FDJ                    | + 3 min 22 s     |
| 14. | Pierre Latour         | Frankreich         | AG2R La Mondiale       | + 3 min 30 s     |
| 15. | Alexis Vuillermoz     | Frankreich         | AG2R La Mondiale       | + 3 min 43 s     |
| 16. | Giovanni Visconti     | Italien            | Movistar Team          | + 4 min 04 s     |
| 17. | Pello Bilbao          | Spanien            | Caja Rural-Seguros RGA | + 4 min 33 s     |
| 18. | Bauke Mollema         | Niederlande        | Trek-Segafredo         | + 4 min 39 s     |
| 19. | Serge Pauwels         | Belgien            | Dimension Data         | + 5 min 57 s     |
| 20. | Miguel Ángel López    | Kolumbien          | Astana                 | + 7 min 03 s     |